# 龔小夏
龔小夏（英語：Sasha Gong，1956年6月7日—），美籍華人，歷史學家、傳媒工作者、作家、時事評論員，哈佛大學社會學哲學博士。

## 生平
1956年生於中國北京市，1974年文化大革命期間因反革命罪被判監禁，後獲釋。
1979年考入北京大學歷史學系，1983年升讀北大歷史學系碩士研究生。及後於1987年到美國。1992年，她與戴晴打算入境中國，但在廣州進關時被當局拒絕。1995年，她獲哈佛大學社會學哲學博士學位，其博士論文以文化大革命政治鎮壓與逼害為題。
她曾於喬治·華盛頓大學及加利福尼亞大學洛杉磯分校任教。2004年，她加入美國國際勞工團結中心。
龔小夏于2009年代表共和黨參選維珍尼亞州眾議院第46選區議席，當時的競選對手是民主黨的查妮爾·赫林。她最後得票35.93%落敗。

龔小夏後來轉投傳媒業，任自由亞洲電台廣東話部經理，2013年起任美國之音普通話組主任。2017年4月19日，美國之音訪問中國商人郭文貴的節目直播信號突然被管理層中斷，及後龔小夏被停職及解僱。2017年5月23日，龔小夏在《華爾街日報》撰文指中國政府施壓導致美國之音停播該訪問節目。
2025年7月25日，龔小夏參與香港流亡組織「香港議會」的籌備，涉嫌違反《香港國安法》列明的顛覆國家政權罪，被香港警務處國家安全處懸紅20萬港元通緝。保安局於2025年8月4日刊憲，依據23條《維護國家安全條例》宣佈包括龔小夏在內的16名國安通緝逃犯被列為潛逃者，並實施針對性制裁措施。

## 家庭
龔小夏之父籍貫湖南，母籍貫則為廣東臺山，在廣州長大，所以會說粵語。

## 作品

### 書籍
- Born American: a Chinese woman's dream of liberty（2009年），ISBN 978-1-9348-4090-0。
- The Cultural Revolution cookbook: simple, healthy recipes from China's countryside（2011年，與他人合著），ISBN 978-9-8819-9846-0。
- 《親歷民主》（2011年），ISBN 978-1-9359-8138-1。

### 紀錄片
- 《解密時刻》（2012年－2017年），美國之音紀錄片，李肅、龔小夏製作。